# Свиштовський мирний договір (1791)
Свиштовський мирний договір 1791 року, такожж Сістовський договір — мирна угода, підписана 4 серпня 1791 року в місті Свиштов між Австрійською та Османською імперіями, який завершив Австро-турецьку війну (1787—1791).

## Угода
Умови угоди не відповідали співвідношенню сил, що склались в ході війни, яку Австрія в союзі з Російською імперієї вела проти Османської імперії. Вони диктувались політичними цілями уряду Австрії, яка вийшла з війни, щоб разом з іншими європейськими монархіями вести боротьбу проти французької революції. Крім того, Королівство Пруссія та Королівство Велика Британія вимагали від Австрії укладення миру з Османською імперією, щоб послабити Російську імперію.
На англо-австро-прусській конференції у місті Рейхенбах в 1790 році Австрія зобов'язалась припинити воєнні дії проти Османської імперії та укласти з нею сепаратний мир. 19 вересня 1790 року в місті Журжев було укладене перемир'я, а незабаром підписаний Свіштовський мирний договір. За цим договором Австрія зобов'язувалась не надавати допомогу Російській імперії, повертала Османській Порті завойовані землі (князівства Волощина та Молдовське князівство), крім фортеці Хотин, яку повинна повернути після укладення російсько-османського миру. Підтверджувались також австрійсько-османські договори та конвенції, укладені раніше.
Російська імперія сама успішно закінчила війну проти Османської Порти та уклала з нею Ясський мирний договір.

## Основні умови договору
- Проголошення між сторонами вічного миру.
- Взаємна амністія, яка поширюється на мешканців Чорногорії, Боснії, Сербії, Валахії і Молдавії.
- Status quo до 9 лютого 1788 року.
- Підтвердження австро-турецьких договорів 1739, +1741, 1747, 1775 і +1776 років.
- Повернення Австрією Порті зроблених Австрією під час війни завоювань.
- Австрія не мала б втручаючись у війну, допомагаючи Росії проти Блискучої Порти.